# ادیان ابراهیمی

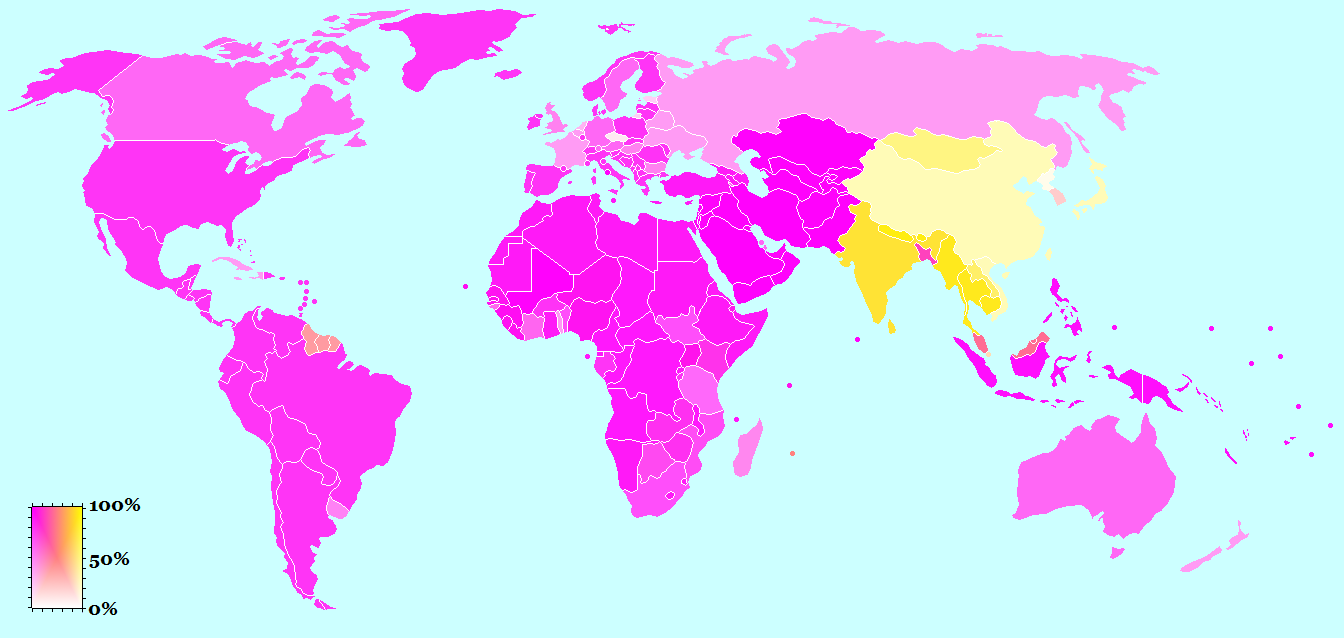
دین‌های هندی
دین‌های ابراهیمی

از پایین به بالا، ماه و ستاره نشان اسلام، صلیب نشان مسیحیت، ستاره داوود نماد یهودیت

ادیان ابراهیمی یا ابراهیمیسم یا ادیان سامی در مطالعه تطبیقی، به دین‌ گفته می‌شود که از سنت باستانی ابراهیم در نوشته‌های سامی الهام می‌گیرند. یهودیت، مسیحیت، اسلام، بابیه و بهائیت در این طبقه قرار می‌گیرند. در عین حال، ممکن است خود پیروان این دین‌ها باورهای متفاوتی داشته باشند.
ابراهیم یکی از پدر سالاران بنی اسرائیل (یا پیامبری در منابع اسلامی) است که داستان او سفر پیدایش، اولین کتاب تنخ، روایت شده و قرآن نیز به او پرداخته است.
گفته می‌شود بیش از ۵۴ درصد از جمعیت جهان پیرو یکی از ادیان ابراهیمی می‌باشند. بزرگ‌ترین ادیان ابراهیمی به ترتیب زمان شکل‌گیری عبارتند از یهودیت (قرون نهم تا ششم قبل از میلاد)، مسیحیت (قرن یکم میلادی)، اسلام (قرن هفتم میلادی)، بابیه و بهائیت (۱۲۶۰ هجری قمری یا ۱۸۴۴ میلادی)
امروزه ادیان ابراهیمی در کنار ادیان هندی و ادیان آسیای شرقی، یکی از بزرگ‌ترین شاخه‌ها در مقایسهٔ ادیان هستند. مسیحیت، اسلام و یهودیت از پیروان زیاد در ادیان ابراهیمی برخوردار هستند. از جمله ادیان ابراهیمی می‌توان به دین بهایی، آیین دروز، سامری‌گرایی، راستافاریان و بابیه اشاره کرد.

## ریشه‌شناسی
گفته می‌شود عبارت دین ابراهیمی به سادگی نشان می‌دهد که تمام این ادیان یک منبع معنوی مشترک دارند. دین یهود خود را دنبال‌کننده ابراهیم و پیروان ابراهیم می‌داند و از ابراهیم به عنوان اولین شه پدر یاد می‌کند. مسیحیان ابراهیم را به عنوان پدر ایمان می‌شناسند.[Rom. ۴] در اسلام و کتاب آن قرآن، بارها به ایمان ابراهیم اشاره شده و در آیه ۱۲۵ سوره نساء دین راستین را در پیروی از آیین ابراهیم یکتاپرست می‌داند.[قرآن نساء ۱۲۵]
تمام ادیان بزرگ ابراهیمی ادعای نسب مستقیم به ابراهیم را دارند:
- در تورات (کتاب یهودیت)، ابراهیم به عنوان جد بنی اسرائیل و پدر اسحاق شناخته می‌شود، در کتاب پیدایش آمده است که تولد اسحاق به ابراهیم وعده داده شده بود.[Gen. 17:16][۱۳]
- قسمت اول کتاب مقدس مسیحیان یا همان انجیل نیز از کتاب عهد عتیق مشتق شده و ادعای مشابه یهودیان را مطرح می‌کند. مسیحیان نیز تحت میثاق جدید خود را امت‌هایی پیوند زده شده به ابراهیم می‌دانند.
- مسلمانان نیز محمد را از نسل ابراهیم و فرزندش اسماعیل می‌دانند.[۱۴]

## منشأ و تاریخ

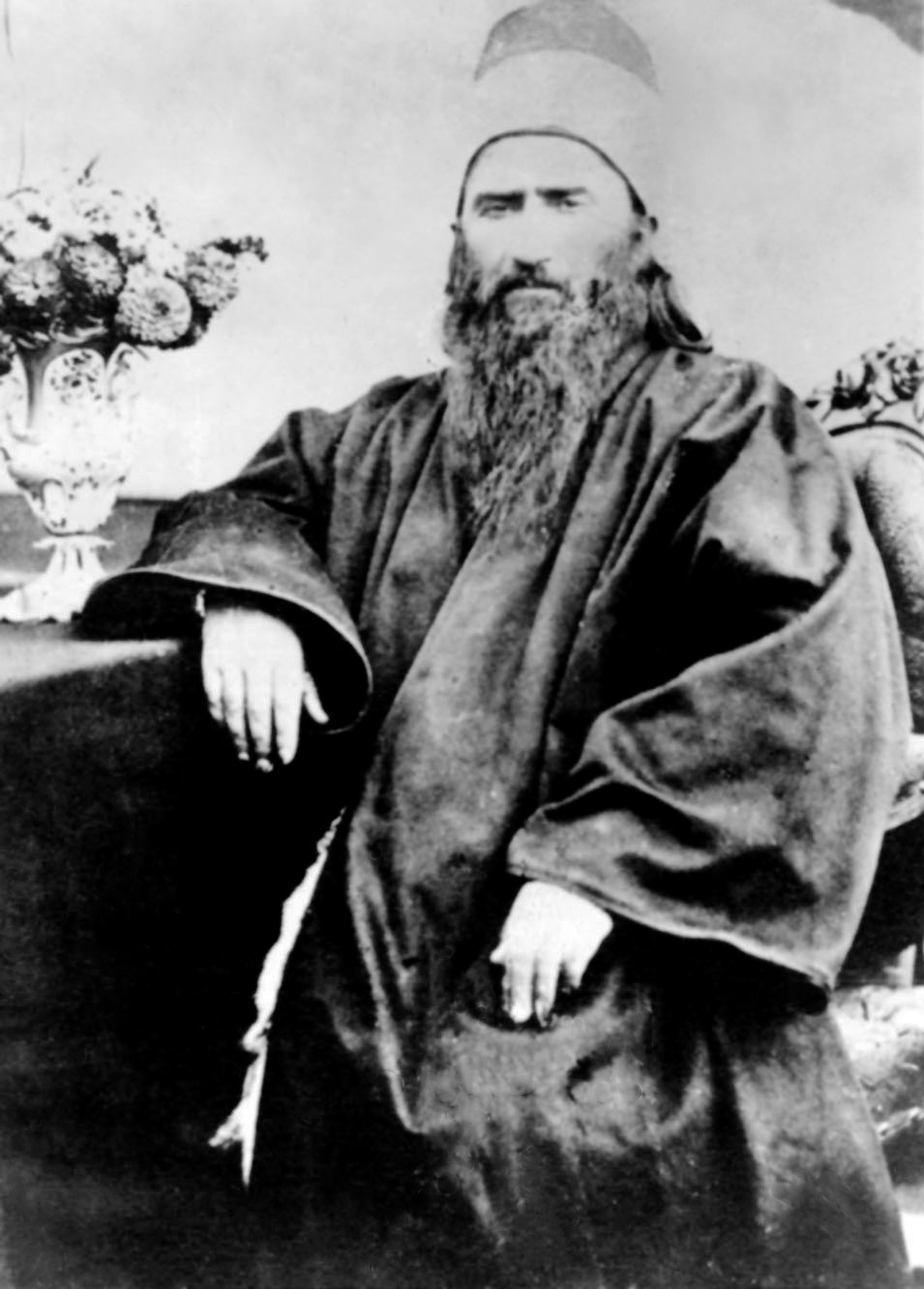
میرزا حسین‌علی نوری (بهاءالله) بنیان‌گذار دین بهائیت

یهودیت خود را پیرو دین فرزندان یعقوب (نوه ابراهیم) می‌داند. دین یهودیت دیدگاهی به‌شدت توحیدی به خدا دارد. کتاب عهد عتیق را کتاب مرکزی تمام فرقه‌های یهودی می‌دانند و در قالب تورات تشریح شده است.
مسیحیت در ابتدا فرقه‌ای از یهودیت شناخته می‌شد و سپس در قالب یک دین جداگانه تکامل یافت. عیسی شخصیت محوری این دین است و کتاب‌های مقدس مسیحیان با عنوان انجیل شناخته می‌شود. چندین نگارش مختلف از انجیل وجود دارد.
اسلام در قرن هفتم میلادی با دیدگاهی به‌شدت توحیدی به خدا ظهور یافت. محمد پیامبر این دین است. تمام مسلمانان قرآن را کتاب مقدس خود می‌دانند. مسلمانان معتقدند همه پیامبران، از آدم تا محمد، هدف مشترکی داشته‌اند و پیام‌آور توحید و یکتاپرستی بوده‌اند. در قرآن، سوره احزاب آیه ۴۰، از محمد به‌عنوان آخرین پیامبر یاد شده است.[قرآن احزاب ۴۰]
بابیت یا آیین بابی (بیانی)، به دینی گفته می‌شود که در سال ۱۲۶۰ قمری توسط سید علی‌محمد شیرازی ملقب به باب، در ایران پدید آمد و پیروانی از تمامی قشرها و اصناف جامعه و از مناطق مختلف ایران به خود جذب کرد. سید علی‌محمد باب خود را پیامبری جدید و بشارت دهندهٔ دینی که قرار است پس از او توسط «من یُظهِره‌الله» (آنکه خداوند او را ظاهر خواهد ساخت)، ظاهر شود خواند و بارها در آثار خود به ظهور او اشاره کرد.
بهائیت توسط بهاءالله، در سده ۱۹ میلادی بنیان گذاشته شد. برخی از منابع علمی از این دین به عنوان دینی ابراهیمی نام برده‌اند.: 48–49  به باور بهائیان، بهاءالله از طریق قطوره، همسر سوم ابراهیم، به وی منسوب است. دین بهائی دارای اشتراکات زیادی با یهودیت، مسیحیت و اسلام است، بر توحید تأکید می‌کند، به یک خدای متعالی ابدی باور دارد،مقام ابراهیم و سایر پیامبران ادیان ابراهیمی را تأیید می‌کند و آنان را جزو مظاهر ظهور الهی می‌داند. البته دین بهائی پیامبران ادیان غیر ابراهیمی را نیز (مانند کریشنا، زرتشت و بودا) به رسمیت می‌شناسد و مانند پیامبران ادیان ابراهیمی آنان نیز را جزو مظاهر ظهور الهی می‌داند.
طبق آموزه‌های بهائی پیامبران از طریقِ فرایندِ «ظهور تدریجی وحی» به هم پیوند می‌خورند. طبق این فرایند خداوند آموزه‌های خود را به صورت پیاپی و تدریجی و با توجه به مقتضیات زمان و ظرفیت فهم بشر به او ارائه می‌کند؛ از همین رو، ادیان، سیری تکاملی می‌پیمایند و ظهور ادیان را پایانی نیست.

## اشتراکات
ادیان ابراهیمی از بسیاری جهات اشتراک دارند. در تمامی این ادیان "انسان‌دوستی و دوری از گناهان، با تکیه بر اعتماد به خالق یکتا" اصل اساسی است. همهٔ این ادیان خداوند را خالق و منشأ قانون اخلاقی می‌شناسند و به زندگی پس از مرگ و حساب رسی (قیامت) معتقدند. در متون مذهبی آن‌ها، شخصیت‌ها و مکان‌ها و روایت‌های تاریخی گاه با اختلافات و گاه مشابه وجود دارند. دیدگاه‌ها و قوانین ذکر شده در متون مذهبی این ادیان نیز غالباً جهت‌گیری و کیفیت یکسانی دارند.
در زیر به‌شماری از این اشتراکات اشاره شده است.

### یکتاپرستی
تمامی ادیان ابراهیمی ادعای یکتاپرستی دارند و به گفتار و قدرت خالق یگانه باور دارند، هر چند دارای نام‌های مختلفی (خدا، الله، یهوه، GOD) می‌باشد. تمامی آن‌ها معتقدند خداوند تمام جهان را خلق کرده، یکتاست و کلیه قوانین هستی از طرف اوست. البته مسیحیت ادعا نمی‌کند که به سه خدا اعتقاد دارد، ولی اعتقاد آن‌ها به خدای سه‌گانه (متحد در یک ذات) یا همان تثلیث، که اعتقاد تعداد بسیاری از مسیحیان است، سبب شده تا با مفاهیم یهودیان و مسلمانان در مورد یکتاپرستی اختلافاتی داشته باشند.

### پیامبری
ادیان ابراهیمی همگی معتقد به تئوری پیامبری هستند، و بر این باورند که خداوند به منظور هدایت بشر افرادی را انتخاب می‌کند و برای آن‌ها پیغام‌هایی را می‌فرستد. پیامبران این ادیان با اختلاف اندکی مشترکند. مسیحیان به تمامی پیامبران یهود به اضافه عیسی معتقدند. مسلمانان نیز به تمامی پیامبران یهود و مسیحیت به اضافه محمد معتقدند. اگرچه در مورد عیسی میان مسلمان و مسیحیان اختلافاتی وجود دارد. مسیحیان عیسی را پسر خدا می‌دانند در حالی که مسلمانان معتقدند او یکی از پیامبران الهی است.
بهائیان علاوه بر پیامبران یهود و عیسی و محمد، به پیامبری کریشنا، زرتشت، بودا، باب و بهاءالله نیز باور دارند.

### کتاب مقدس
تمامی ادیان ابراهیمی معتقدند که خداوند بشر را از طریق پیامبران راهنمایی می‌کند؛ بنابراین هر دین سخنان و دستورالعمل‌های پیامبرش را در قالب کتاب‌های مقدس جمع‌آوری کرده است. هر دین جدید به کتب ادیان قبل از خود نیز معتقد است. یهودیان تورات و تنخ را دارند. درحالی که در مسیحیت انجیل، و در اسلام قرآن وجود دارد. بهائیان نیز کتاب اقدس را دارند.

### گرایش اخلاقی
تمامی ادیان ابراهیمی به انتخاب بین خیر و شر معتقدند. همچنین قوانین الهی را مبنای اخلاق و ضامن تعهد اخلاقی می‌دانند. در قرآن، کتاب آسمانی مسلمانان، بر لزوم میانه‌روی، فروتنی و دوری از اسراف باورمندان تأکید شده است.

### رستاخیز
تمامی ادیان ابراهیمی معتقدند پس از مرگ، رستاخیز صورت خواهد گرفت، انسان‌ها داوری و قضاوت خواهند شد و وارد جهان ابدی می‌شوند. تمامی این ادیان به بهشت و جهنم معتقدند و اعتقاد دارند که پس از قضاوت، افراد خوب وارد بهشت و افراد بد وارد جهنم می‌شوند.

## جمعیت‌شناسی
درصد پیروان ادیان ابراهیمی در سراسر جهان
, تا تاریخ ۲۰۱۵
مسیحیت بزرگ‌ترین دین ابراهیمی با حدود ۲٫۴ میلیارد پیرو است که حدود ۳۱٪ از جمعیت جهان را تشکیل می‌دهد. اسلام دومین دین بزرگ ابراهیمی و همچنین دین ابراهیمی است که سریع‌ترین رشد را دارد. حدود ۲ میلیارد پیرو به نام مسلمانان دارد که حدود ۲۵٪ از جمعیت جهان را تشکیل می‌دهند. سومین دین بزرگ ابراهیمی، یهودیت با حدود ۱۴ میلیون پیرو به نام یهودی است. دیانت بهائی حدود ۵ الی ۸ میلیون پیرو دارد که آن را چهارمین دین بزرگ ابراهیمی می‌کند. دین دروزی بین یک میلیون تا نزدیک به دو میلیون طرفدار دارد. یکی دیگر از این ادیان سامریت است که تقریباً هزار طرفدار دارد.